# Cyathea incognita
Cyathea incognita är en ormbunkeart som först beskrevs av David Bruce Lellinger, och fick sitt nu gällande namn av Maarten J.M. Christenhusz. Cyathea incognita ingår i släktet Cyathea och familjen Cyatheaceae. Inga underarter finns listade.